# Brian Keenan (IRA-Mitglied)
Brian Keenan (* 1942 in Sawtragh, County Londonderry; † 21. Mai 2008 in Cullyhanna, County Armagh) war ein Mitglied des IRA-Armeerates und einer der Gründer der modernen IRA.

## Leben
Als Sohn eines Royal-Air-Force-Mitarbeiters in einer unpolitischen Familie geboren, wurde Keenan 1970 oder 1971 Mitglied der IRA. Er wurde im August 1971 Quartiermeister der IRA in Belfast. Er plante Bombenanschläge und organisierte den Waffennachschub für die IRA. 1973 war er einer Organisatoren der Entführung und späteren Ermordung seines früheren Arbeitgebers im Belfaster Grundig-Werk, Thomas Niedermayer. Im Jahr 1979 wurde er in der Nähe von Banbridge verhaftet und 1980 zu 18 Jahren Haft verurteilt. Nach 14 Jahren Haft wurde er freigelassen und wurde eins von sieben Mitgliedern des IRA-Armeerates.
Er war 1996 mitverantwortlich, dass durch einen Sprengstoffanschlag in den Londoner Docklands der erste Waffenstillstand der IRA beendet wurde.
In der Abrüstungskommission, die im Rahmen des Karfreitagsabkommens vereinbart wurde, war er als Hardliner bekannt. Im Mai 2000 gab er als Chef des IRA-Armeerats seine Zustimmung zur Kompromissformel des Karfreitagsabkommens. David Trimble als Chef der protestantischen Ulster Unionist Party hatte zuvor die Blockade-Position no guns, no government vertreten. Diese Position bezog sich auf eine Regierungsbeteiligung der katholischen Sinn Féin und gleichzeitige Entwaffnung der IRA. Vermittelt wurde dieser Kompromiss zwischen Keenan und Trimble wahrscheinlich vom früheren Generalsekretär des südafrikanischen ANC Cyril Ramaphosa. Dieser soll gute Beziehungen zu Keenan wie zu Trimble gehabt haben. Im Mai 2008 starb Keenan nach langer Krankheit an Krebs.